# Заветное (Ростовская область)
Заве́тное — село в Ростовской области России. Административный центр Заветинского района и Заветинского сельского поселения. Основано в 1846 году.

## История
Основание села связано с политикой царского правительства по заселению калмыцких земель и переводу калмыцкого населения к оседлости. Правительственной инструкцией 1846 года предполагалось основание 44 смешанных калмыцко-русских станиц по трактам, проходившим через Калмыцкую степь.  Первое землеустройство села Заветного было проведено в 1847 году.
Предусматривался отвод крестьянам и калмыкам-простолюдинам по 30 дес. на душу мужского пола, нойонам по 1500 дес., зайсангам аймачным по 400 дес., безаймачным по 200 дес. на семейство. Опыт привлечения калмыков к оседлости был неудачным. Русские селения заселялись сначала медленно выходцами по большей части из малоземельных Воронежской и Харьковской губерний, приток переселенцев усилился после крестьянской реформы 1861 года.
Впервые селение как станица Заветная отмечено на карте Европейской России 1862 года. Станица имела и второе название Амта (калм. Әмтә), очевидно, производное от названия реки, на которой она находилась. Вероятно, после революции станица была преобразована в село Заветное.
До 1920 года село входило в состав Астраханской губернии, с 1920 года — в составе Калмыцкой автономной области, в 1925 году передано в состав Сальского округа Северо-Кавказского края.
В конце восемнадцатого века после русско-турецкой войны вдоль Царицинско-Кизлярского тракта находились сторожевые посты. В своё время этим трактом с инспекторской поездкой проезжал полководец А. В. Суворов, посетив сёла Обильное, Заветное, Киселевку, Дивное, Кизляр, Приютное. В хуторах и сёлах района находится много исторических и памятных мест, а в Заветном расположен Музей истории Заветинского района.

## Физико-географическая характеристика
Село расположено на востоке Ростовской области в пределах Ергенинской возвышенности, являющейся частью Восточно-Европейской равнины, в долине реки Амта. Средняя высота над уровнем моря — 69 м. Рельеф местности равнинный. Река Амта (правый приток реки Джурак-Сал) разделяет Заветное на две практически равные части. К северу и юго-западу от села созданы защитные лесонасаждения.
По автомобильной дороге расстояние до Ростова-на-Дону составляет 390 км, до ближайших городов Элисты Республики Калмыкия и Котельниково Волгоградской области — 140 км. Ближайший населённый пункт хутор Фрунзе расположен в 13 км к западу от села. С соседними районными центрами Ростовской области Заветное связывают автодороги Заветное — Дубовское (95 км) и Заветное — Ремонтное (69 км). 
Климат
Согласно классификации климатов Кёппена-Гейгера для Заветного характерен влажный континентальный климат с жарким летом (индекс Dfa). Среднегодовая температура воздуха — 9,2 °C, количество осадков — 348 мм. Самый засушливый месяц — сентябрь (норма осадков — 20 мм). Самый влажный месяц — июнь (46 мм).
| Показатель                    | Янв. | Фев. | Март | Апр. | Май  | Июнь | Июль | Авг. | Сен. | Окт. | Нояб. | Дек. | Год  |
| ----------------------------- | ---- | ---- | ---- | ---- | ---- | ---- | ---- | ---- | ---- | ---- | ----- | ---- | ---- |
| Средний суточный максимум, °C | −2,8 | −2,4 | 3,3  | 15,3 | 23,2 | 28,0 | 30,7 | 29,4 | 22,4 | 13,6 | 5,0   | 0,0  | 13,8 |
| Средняя температура, °C       | −5,8 | −5,7 | −0,4 | 9,9  | 17,1 | 21,9 | 24,5 | 23,3 | 16,7 | 9,0  | 2,0   | −2,5 | 9,2  |
| Средний суточный минимум, °C  | −8,7 | −8   | −4   | 4,5  | 11,1 | 15,9 | 18,4 | 17,2 | 11,0 | 4,5  | −1    | −4,9 | 4,7  |
| Норма осадков, мм             | 31   | 22   | 22   | 24   | 35   | 41   | 34   | 31   | 23   | 22   | 30    | 33   | 348  |
| Источник:                     |      |      |      |      |      |      |      |      |      |      |       |      |      |

## Население
Динамика численности населения
| 1859 | 1897 | 1905 | 1914 | 1926 | 1939 |
| ---- | ---- | ---- | ---- | ---- | ---- |
| 457  | 3300 | 6289 | 6027 | 3364 | 5131 |

| 1959  | 1970  | 1979  | 1989  | 2002  | 2010  | 2012  |
| ----- | ----- | ----- | ----- | ----- | ----- | ----- |
| 4540  | ↗5057 | ↗5581 | ↗6200 | ↗6721 | ↗7079 | ↘6943 |
| 2013  | 2014  | 2015  | 2016  | 2017  | 2018  | 2019  |
| ↘6856 | ↘6802 | ↘6763 | ↘6715 | ↘6633 | ↘6546 | ↘6495 |
| 2020  | 2021  |       |       |       |       |       |
| ↘6415 | ↘6259 |       |       |       |       |       |